# 2154 Underhill
2154 Underhill este un asteroid din centura principală, descoperit pe 24 septembrie 1960 de PLS.